# Miguel Rubio
Miguel Ángel Rubio Buedo (Cuenca, España, 31 de agosto de 1961), más conocido como Miguel Rubio, es un exjugador y entrenador de fútbol español.

## Carrera deportiva

### Como futbolista
Rubio militó toda su carrera deportiva en las filas del Lleida, desde el 1982 hasta su retirada, en 1996. Con los ilerdenses vivió los ascensos a Segunda A (1990) y Primera División (1994). En la máxima categoría, Rubio jugó 35 partidos y anotó un total de 3 goles.

### Como entrenador
Miguel es un técnico con experiencia en Segunda A, Segunda B y Tercera División, que ha pasado por equipos como Lleida, Reus Deportiu, Monzón y Cultural Leonesa.
Sus mejores números los ha logrado en el Unió Esportiva Lleida, equipo que ascendió a Segunda División. Luego hizo una buena temporada en esa categoría, finalizando 15.º con 50 puntos. Fue destituido a finales de la temporada 2005-06, y su puesto lo ocupó David Vidal, que tampoco podría evitar el descenso.
También ha entrenado al Club de Futbol Reus Deportiu.
Pasó por León para entrenar a la Cultural Leonesa, no le gustó el ambiente y se marchó a los seis días.
Rubio firmó con el Club Atlético de Monzón en 2008, donde estaría en dos etapas: la primera en la temporada 2008/2009 dónde al término de la temporada sería sustituido por Ángel Royo.
En 2010 regresaría al equipo oscense tras la marcha de Ángel Royo al Sociedad Deportiva Huesca. Rubio volvería al conjunto rojiblanco, equipo que ya dirigió en la campaña 2008/09 cuando consiguió proclamarlo campeón de la Tercera División aragonesa. Los problemas económicos entre la entidad rojiblanca y el entrenador fueron un auténtico calvario para ambas partes durante varios meses de la anterior etapa.
En 2011 firma con el Futbol Club Ascó, equipo modesto de Cataluña donde realizará un trabajo para sacar jóvenes promesas.
En la temporada 2016/2017 llega a la Unión Deportiva Fraga, debido a la destitución del anterior entrenador y la mala situación en la tabla. Tras la llegada al club de Miguel Rubio, el Fraga empezó una remontada con grandes resultados llegando a conseguir el ascenso a la Tercera División Española.

## Trayectoria

### Como jugador
| Club         | País   | Año       |
| ------------ | ------ | --------- |
| U. E. Lleida | España | 1982-1996 |

### Como entrenador
| Club                       | País   | Año       |
| -------------------------- | ------ | --------- |
| U. E. Lleida               | España | 1997      |
| U. E. Lleida               | España | 1999      |
| U. E. Lleida               | España | 2000-2001 |
| C. F. Reus Deportiu        | España | 2001-2002 |
| U. E. Lleida               | España | 2003-2006 |
| C. F. Reus Deportiu        | España | 2006      |
| Cultural Leonesa           | España | 2007      |
| Atlético Monzón            | España | 2008-2009 |
| Atlético Monzón            | España | 2010      |
| F. C. Ascó                 | España | 2011-2016 |
| U. D. Fraga                | España | 2016-2021 |
| U. E. Tàrrega              | España | 2021-2022 |
| Lleida C. F. (fútbol base) | España | 2022-2023 |
| U. D. Fraga                | España | 2023-2025 |